# Kenji Yamamoto (futbolista)
Kenji Yamamoto (山本 健二 Yamamoto Kenji?,  nacido el 28 de agosto de 1965 en Yamanashi) es un exfutbolista japonés que se desempeñaba como defensa.

## Trayectoria

### Clubes
| Club                | País  | Año         |
| ------------------- | ----- | ----------- |
| JEF United Ichihara | Japón | 1988 - 1992 |
| NTT Kanto           | Japón | 1993        |
| JEF United Ichihara | Japón | 1994 - 1995 |